# Ютци, Пиль
Пиль (Фил) Ютци (нем. Piel (Phil) Jutzi, 22 июля 1896, Альтлайнинген — 1 мая 1946, Нойштадт) — немецкий режиссёр, сценарист, кинооператор.

## Биография
Филипп Ютци родился 22 июля 1896 года в Альтлайнингене под Грюнштадтом, Пфальц. Будучи художником-самоучкой, с 1916 года работал оформителем в мастерской кинорекламы. Освоив кинокамеру, выполнил ряд киносъемок. Примерно в это же время стал называть себя «Филом». В начале 1920-х изменил своё имя на Пиль Ютци, пока в 1931 году не проиграл процесс против актера Гарри Пиля, который подал в суд из-за совпадения имен.
С 1919 года Ютци работал кинооператором, а затем кинорежиссером и сценаристом на студии «Интернационале Фильм-Индустри ГмбХ» в Гейдельберге. Снял ряд детективов и вестернов. На фильме «Серая собака» впервые работал со своим шурином Холмсом Цимерманом, который позднее был исполнителем главных ролей в фильмах «За хлеб насущный» и «Путешествие матушки Краузен за счастьем».
В начале 1920-х Ютци наладил контакты с «Международной рабочей помощью» в Берлине. Он переехал из Гейдельберга в Берлин и поначалу работал кинооператором, снимая актуальные события, в том числе Капповский путч. После учреждения фирмы пролетарского кино «Прометеус» поступил в неё на работу. Начав свою карьеру с простых развлекательных фильмов, стал важной фигурой пролетарско-реалистического кино 1920-х.
В 1926 году «Прометеус» приступила к постановке игровых картин. Ютци был режиссёром одного из первых таких фильмов — «Кладд и Дач, неудачники». В том же году он занялся изготовлением немецких прокатных вариантов советских фильмов, в том числе «Броненосец Потемкин» Сергея Эйзенштейна, «Абрек Заур» Михина, «Голубой экспресс» Трауберга и «Транспорт огня» Иванова. В 1928 году он был также сотрудником двух советско-германских постановок студий «Межрабпом» и «Прометеус».
В том же году по сценарию Лео Ланиа он снял полудокументальный игровой фильм «За хлеб насущный» («Голод в Вальденбурге») с Холмсом Цимерманом и непрофессиональными исполнителями. В этом фильме, сильно порезанном цензурой, Ютци показал ужасающую нищету горняков Вальденбурга (ныне Валбжих).
В 1929 году в короткий срок и с небольшим бюджетом Ютци поставил «Путешествие матушки Краузен за счастьем» — «по рассказам Генриха Цилле со слов его друга Отто Нагеля». Этот фильм стал самым крупным художественным и коммерческим успехом студии «Прометеус» и считается классикой пролетарского кино 1920-х годов. С начала 1928 по конец 1929 года Ютци был членом Коммунистической партии Германии.
В 1930 году Ютци так и не смог реализовать проект экранизации романа Анны Зегерс «Восстание рыбаков» с Астой Нильсен. В 1931 году он экранизировал роман Альфреда Деблина «Берлин-Александерплац» с Генрихом Георге в роли Франца Биберкопфа. На этом фильме закончилась продуктивная фаза его творчества.
С приходом к власти национал-социалистов в 1933 году фильмы «За хлеб насущный» и «Путешествие матушки Краузен за счастьем» были запрещены цензурой. В марте 1933 года Ютци вступил в НСДАП. Он занялся производством короткометражных игровых фильмов и снял ряд легких комедий и детективов. В некоторые из них ему удалось ввести сатирические акценты. В 1934 году в Вене он снял полнометражный игровой фильм «Провокатор Азеф», историю русского двойного агента. В 1935 году поставил в Австрии шпионский фильм «Козак и соловей», который поначалу был запрещен немецкой цензурой. В последующие годы снимал только короткометражки. С 1937 по 1938 год работал оператором опытного телевидения.
С 1942 года вследствие ухудшения здоровья Ютци уже не мог работать. После войны он покинул Берлин и переехал в Нойштадт (Вайнштрассе), где скончался 1 мая 1946 года.